# امیل وویت (ورزشکار دو و میدانی)
امیل وویت (انگلیسی: Emil Voigt; ۳۱ ژانویهٔ ۱۸۸۳ – ۱۶ اکتبر ۱۹۷۳) دونده دو استقامت اهل بریتانیا بود.